# Puccinia trabutii
Puccinia trabutii ist eine Ständerpilzart aus der Ordnung der Rostpilze (Pucciniales). Der Pilz ist ein Endoparasit von Arundo donax und Phragmites-Süßgräsern. Symptome des Befalls durch die Art sind Rostflecken und Pusteln auf den Blattoberflächen der Wirtspflanzen. Sie ist paläarktisch verbreitet.

## Merkmale

### Makroskopische Merkmale
Puccinia trabutii ist mit bloßem Auge nur anhand der auf der Oberfläche des Wirtes hervortretenden Sporenlager zu erkennen. Sie wachsen in Nestern, die als gelbliche bis braune Flecken und Pusteln auf den Blattoberflächen erscheinen.

### Mikroskopische Merkmale
Das Myzel von Puccinia trabutii wächst wie bei allen Puccinia-Arten interzellulär und bildet Saugfäden, die in das Speichergewebe des Wirtes wachsen. Aecien oder Spermogonien der Art sind nicht bekannt, gleiches gilt für die Uredien des Pilzes. Seine gelblichen bis goldenen Uredosporen sind ellipsoid bis breitellipsoid, 26–32 × 20–24 µm groß und fein stachelwarzig. Die beidseitig auf Blättern und Hüllrohren wachsenden Telien der Art sind schokoladenbraun, zusammenfließend und früh unbedeckt. Die goldenen bis haselnussbraunen Teliosporen sind zweizellig, in der Regel ellipsoid und 48–60 × 24–30 µm groß. Ihre Stiele sind hell gelblich bis farblos und bis zu 250 µm lang.

## Verbreitung
Das bekannte Verbreitungsgebiet von Puccinia trabutii reicht von Marokko über Zentralasien bis nach Pakistan.

## Ökologie
Die Wirtspflanzen von Puccinia trabutii sind Arundo donax und Phragmites-Arten. Der Pilz ernährt sich von den im Speichergewebe der Pflanzen vorhandenen Nährstoffen, seine Sporenlager brechen später durch die Blattoberfläche und setzen Sporen frei. Die Art verfügt über einen Entwicklungszyklus, von dem bislang lediglich Telien sowie deren Wirt bekannt sind; Uredien, Spermogonien und Aecien konnten dem Pilz nicht zugeordnet werden.